# Euphorbia rossiana
Euphorbia rossiana är en törelväxtart som beskrevs av Ferdinand Albin Pax. Euphorbia rossiana ingår i släktet törlar, och familjen törelväxter. Inga underarter finns listade i Catalogue of Life.